# Siegfried Graetschus
Siegfried Graetschus (ur. 9 czerwca 1916 w Tylży, zm. 14 października 1943 w Sobiborze) – SS-Oberscharführer, uczestnik akcji T4, członek załogi obozu koncentracyjnego Sachsenhausen i obozu zagłady w Bełżcu, dowódca straży w obozie zagłady w Sobiborze, został zabity podczas powstania więźniów Sobiboru.

## Życiorys
Po ukończeniu szkoły podstawowej pracował w rolnictwie. W 1935 roku wstąpił do SS, a rok później do NSDAP. Służył w obozie koncentracyjnym Sachsenhausen.
Po wybuchu II wojny światowej został przydzielony do personelu akcji T4, czyli tajnego programu eksterminacji osób psychicznie chorych i niepełnosprawnych umysłowo. Służył w „ośrodku eutanazji” w Bernburgu.
Jako jeden z pierwszych weteranów akcji T4 został przeniesiony do okupowanej Polski, aby wziąć udział w eksterminacji Żydów. Na początku 1942 roku wysłano go do Bełżca w dystrykcie lubelskim, gdzie w tym czasie był budowany pierwszy obóz zagłady w Generalnym Gubernatorstwie. Prawdopodobnie to on wraz z Lorenzem Hackenholtem przekształcił wtedy skonfiskowany samochód pocztowy w ruchomą komorę gazową. W czasie „eksperymentalnej fazy” działalności obozu pojazd ten był wykorzystywany do mordowania osób niepełnosprawnych i chorych psychicznie, które wyszukiwano w okolicznych wsiach, a być może także do zabijania polskich więźniów politycznych z więzienia w Zamościu. Ostatecznie komendant Christian Wirth nie zdecydował się na jego szersze wykorzystanie, postanawiając, że w Bełżcu zostaną uruchomione stacjonarne komory gazowe.
W kwietniu lub wrześniu 1942 roku Graetschus został przeniesiony do obozu zagłady w Sobiborze. Objął tam dowództwo nad kompanią wartowniczą złożoną z wschodnioeuropejskich kolaborantów przeszkolonych w obozie SS w Trawnikach. Z relacji ocalałych więźniów wynika, że zwykł poddawać swoich podwładnych surowej musztrze i intensywnym ćwiczeniom. Z racji swej funkcji był jednym z głównych celów żydowskich konspiratorów, którzy przygotowywali zbrojne powstanie. 14 października 1943 roku został zwabiony do warsztatu krawieckiego, gdzie więźniowie Jehuda Lerner i Arkadi Waispapir zabili go ciosami siekiery.